# Leo Cullen
Leo Francis M. Cullen (Wicklow, 9 gennaio 1978) è un ex rugbista a 15 e allenatore di rugby a 15 irlandese, fino al 2014 seconda linea del Leinster, di cui dal 2015 è allenatore-capo; vanta inoltre 32 presenze per l'Irlanda.

## Biografia
Già vincitore con la squadra della sua scuola superiore di due edizioni consecutive del Leinster Schools Rugby Senior Cup nel 1995 e 1996, Cullen si iscrisse all'University College Dublin nella cui squadra di rugby militò.
Nel 1998 debuttò nel campionato interprovinciale irlandese per Leinster, e nel 2001 esordì con tale squadra in Celtic League, la cui prima edizione vinse.
Nel 2005 si trasferì in Inghilterra al Leicester, con cui vinse la Premiership già alla sua prima stagione; fu ancora un altro anno a Leicester, per poi tornare al Leinster nel 2007.
Ancora digiuno di vittorie internazionali il Leinster vinse tre Heineken Cup e Cullen divenne nel 2012 il primo capitano a sollevare tre volte il trofeo.
A dicembre 2013 annunciò il suo ritiro alla fine della stagione 2013-14, non senza prima avere vinto, nell'ultimo incontro della sua carriera, la finale del Pro12 2013-14 contro Edimburgo.
A livello internazionale Cullen esordì durante il tour di metà anno 2002 dell'Irlanda in Nuova Zelanda, nel corso di una sconfitta 0-48 contro gli All Blacks; prese parte a tre edizioni del Sei Nazioni (2003, 2010 e 2011) e fu convocato per la Coppa del Mondo di rugby 2011 in Nuova Zelanda, vestendo anche in tale anno i gradi di capitano in una partita di preparazione al campionato mondiale, il centesimo a ricoprire tale ruolo nell'Irlanda.
Subito dopo il ritiro entrò nello staff tecnico del Leinster come allenatore degli avanti e, dal 2015, come allenatore-capo dopo le dimissioni del tecnico precedente Matt O'Connor.

## Palmarès

### Giocatore
- Premiership: 1
Leicester: 2006-07
- Pro12: 4
Leinster: 2001-02; 2007-08, 2013-14
- Heineken Cup: 3
Leinster: 2008-09; 2010-11, 2011-12
- Coppe Anglo-Gallesi: 1
Leicester: 2006-07

### Allenatore
- Champions Cup: 1
Leinster: 2017-18
- Pro14: 4
Leinster: 2017-18, 2018-19, 2019-20, 2020-21